# Hemiseptella
Hemiseptella is een mosdiertjesgeslacht uit de familie van de Calloporidae en de orde Cheilostomatida. De wetenschappelijke naam ervan is in 1909 voor het eerst geldig gepubliceerd door Levinsen.

## Soorten
- Hemiseptella africana Canu & Bassler, 1930
- Hemiseptella labiata (Busk, 1884)